# Migas ruleras

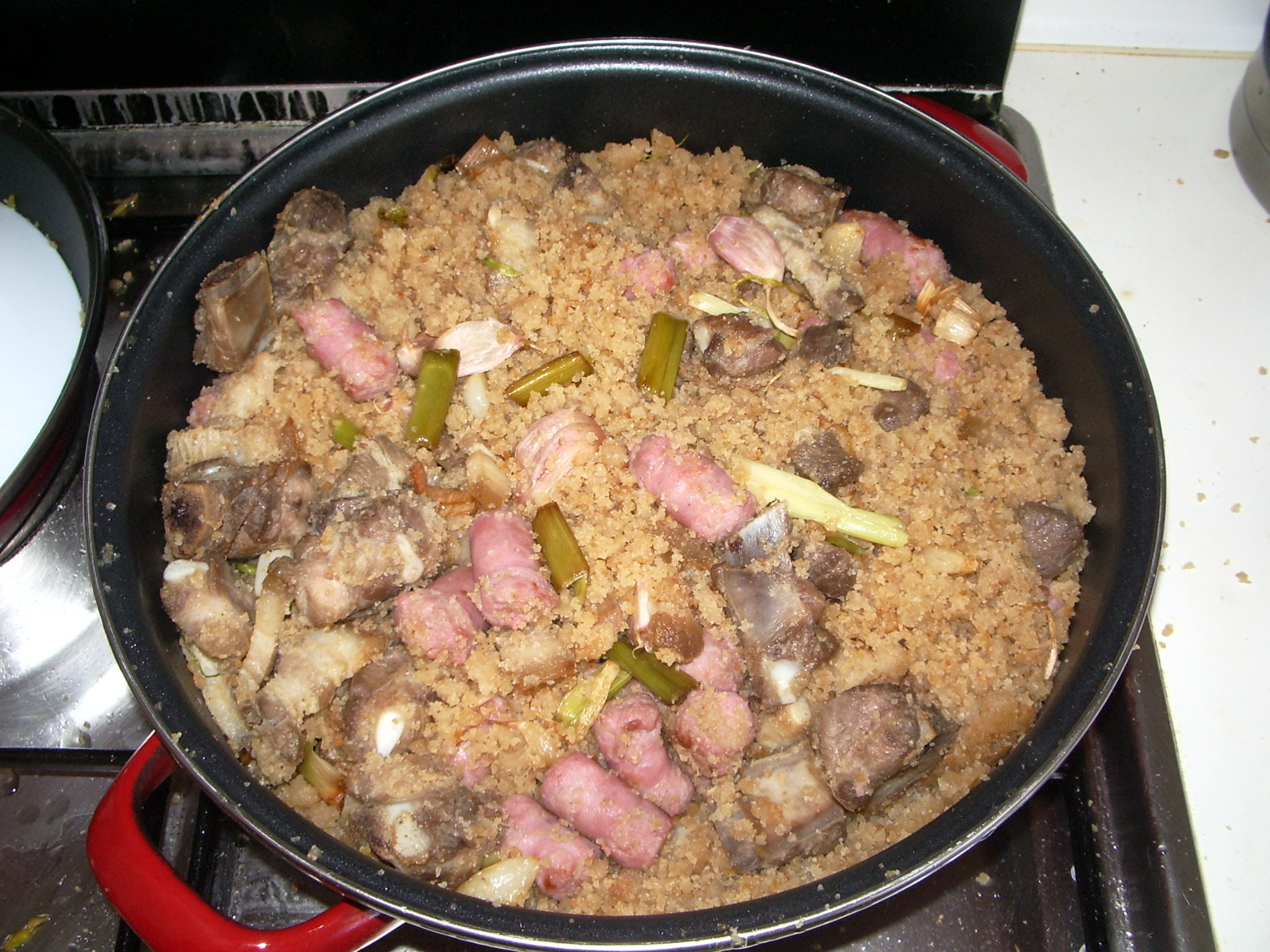
Migas manchegas o ruleras.

Migas ruleras (denominadas también migas manchegas) se trata de un tipo de migas muy habitual en la Gastronomía de Castilla-La Mancha, concretamente de la región de la Mancha. Se trata de un plato de origen pastoril que fundamenta su elaboración en el aprovechamiento del pan que se endurecía fácilmente; para lograr que se ablande se mezclaba con otros ingredientes (generalmente de origen cárnico). La preparación hace que sea un plato nutritivo capaz de afrontar duros inviernos. Dada la alta cantidad de calorías que  contiene, es aconsejable tomarlo en cantidades moderadas.

## Características
Las migas ruleras son un plato popular y muy sencillo a la hora de elaborar. Los componentes son muy variados y parten de un pan de centeno o de trigo desmigado y mezclado con chorizo picado, tocino de cerdo (a ser posible enteverado), jamón serrano picado, ajos, aceite de oliva. Todo ello se cocina en una sartén y se deja tostar ligeramente. La base es el pan muy duro puesto en remojo bastante tiempo, dos o más horas, ajos, aceite de oliva, longaniza, tocino y otros ingredientes de cerdo. Se suele mezclar el pan remojado con un poco de harina. En el aceite donde se han frito los ajos y los "tropezones" se echa la masa de pan remojado y escurrido, y a fuego lento se le va dando vueltas con la rasera hasta que quedan hechas (bien desmigadas) y "melosas". Se llaman ruleras porque una vez hechas ruedan por una superficie no muy inclinada, otros dicen que debido a la cantidad de vueltas que hay que darle. El truco es cocinarlas a fuego lento, tener mucha paciencia y darles muchas vueltas. Es común comerlas con alguna fruta como puede ser uvas, granada o melón.